# Џејмстаун (Вирџинија)
Насеље Џејмстаун (енгл. Jamestown) у колонији Вирџинија било је прво стално енглеско насеље у Америци. Налазио се на североисточној обали реке Џејмс око 4 km југозападно од центра модерног Вилијамсбурга. Основала га је компанија Вирџинија из Лондона као „Форт Џејмс“ 4. маја 1607. ОС (14. маја 1607. НС), и сматрана је за трајну након кратког напуштања 1610. године. То је уследило након неколико неуспешних покушаја, укључујући изгубљену колонију Роаноук, основану 1585. на острву Роаноук, касније делу Северне Каролине. Џејмстаун је служио као колонијална престоница од 1616. до 1699. године. Упркос слању још насељеника и залиха, укључујући долазак осам пољских и немачких колониста и прве две Европљанке 1608. године,  више од 80 процената колониста умрло је 1609-10, углавном од глади и болести.  Средином 1610. године, преживели су напустили Џејмстаун, иако су се вратили након што су срели конвој за снабдевање на реци Џејмс.
У августу 1619. први забележени робови из Африке у Британској Северној Америци стигли су у садашњи Олд Поинт Комфорт у близини колоније Џејмстаун, британским корсарским бродом који је вијорио холандску заставу. Отприлике 20 Африканаца из данашње Анголе отела је британска посада са португалског брода за робова Сао Жоао Баутиста.  Они су највероватније радили на пољима дувана као робови по систему ропства на основу расе. Једна од њих је била и Ангела, коју је купио Вилијам Пирс. Модерна концепција ропства у колонијалним Сједињеним Државама формализована је 1640. (саслушање Џона Панча) и потпуно је укорењена у Вирџинији до 1660.
Друго насеље Лондонске компаније на Бермудима тврди да је место најстаријег града у енглеском Новом свету, пошто је Сент Џорџ, Бермуда, званично основан 1612. године као Нови Лондон, док Форт Џејмс у Вирџинији није прерастао у Џејмстаун све до 1619. и да даље није опстало до данашњих дана.
Џејмстаун је 1676. намерно спаљен током Беконове побуне, иако је брзо обновљен. 1699. године, колонијална престоница је премештена у данашњи Вилијамсбург, Вирџинија; Џејмстаун је престао да постоји као насеље, а данас је остао само као археолошко налазиште.
Данас је Џејмстаун једна од три локације које чине Историјски троугао колонијалне Вирџиније, заједно са Вилијамсбургом и Јорктауном.

## Насељавање
Шпанија, Португалија и Француска су брзо дале да успоставе своје присуство у Новом свету, док су друге европске земље деловале спорије. Енглези нису покушали да оснују колоније још много деценија након истраживања Џона Кабота, а први покушаји су били неуспеси-од којих је најпознатија колонија Роаноук, која је нестала око 1590..

### 1607–1609: Долазак и почетак
Крајем 1606. енглески колонисти су испловили са повељом Лондонске компаније да оснују колонију у Новом свету. Флоту су чинили бродови Сусан Констант, Дискавери и Годспид, сви под вођством капетана Кристофера Њупорта. Извели су нарочито дуго путовање од четири месеца, укључујући заустављање на Канарским острвима,  у Шпанији, а потом и у Порторику, да би коначно отпутовали на америчко копно 10. априла 1607 . Експедиција је стигла на копно 26. априла 1607. на место које су назвали Кејп Хенри . По налогу да изаберу сигурнију локацију, почели су да истражују оно што је данас Хамптон Роудс и излаз у залив Чесапик који су назвали река Џејмс у част енглеског краља Џејмса I.  Капетан Едвард Марија Вингфилд изабран је за председника управног већа 25. априла 1607. године. 14. маја одабрао је комад земље на великом полуострву удаљеном неких 40 mi (64 km) у унутрашњост од Атлантског океана као главна локација за утврђено насеље. Речни канал је био одбрамбена стратешка тачка због кривине реке, а био је близу копна, што га је чинило пловним и нудило је довољно земљишта за изградњу пристаништа у будућности.  Можда је најповољнија чињеница у вези са локацијом била то што је била ненасељена јер су вође оближњих аутохтоних народа  сматрали да је локација превише сиромашна и удаљена за пољопривреду  Острво је било мочварно и изоловано, нудило је ограничен простор, било је преплављено комарцима и давало је само прљаву плимну речну воду неприкладну за пиће.
Досељеници Џејмстауна стигли су у Вирџинију током тешке суше, према истраживачкој студији коју је спровео тим за археолошку процену Џејмстауна (ЈАА) 1990-их. ЈАА је анализирала информације из студије коју су 1985. године спровели Девјид Стехл и други, који су добили цртеже 800 година старих ћелавих чемпреса дуж река Нотовеј и Блеквотер . Животни век ових стабала је до 1.000 година, а њихови прстенови дају добар показатељ годишње количине падавина у области. Досади су открили да се најгора суша у последњих 700 година догодила између 1606. и 1612. године. Ова тешка суша утицала је на колонисте Џејмстауна и способност племена Поватан да производе храну и обезбеде безбедно снабдевање водом. 
Досељеници су такође стигли прекасно током године да би посадили усеве.  Многи у групи били су или господа или њихови слуге, обе групе подједнако ненавикнуте на тежак рад који је захтевао тежак задатак стварања одрживе колоније.  Један од њих је био Роберт Хант, бивши викар Рекулвера у Енглеској, који је славио прво познато англиканско причешће на територији будућих Сједињених Држава 21. јуна 1607. 
Две трећине досељеника умрло је пре него што су 1608. стигли бродови са залихама и немачким и пољским занатлијама    који су помогли да се оснују прве радионице у колонији. Као резултат тога, стаклени производи су постали најважнији амерички производи који су се извозили у Европу у то време. Дрвена грађа се већ била послата назад у Енглеску почевши од првог брода који се вратио.
Испорука залиха 1608. у првој и другој мисију снабдевања капетана Њупорта такође је повећала број гладних досељеника. У то време је изгледало извесно да ће колонију у Џејмстауну дочекати иста судбина као и ранији покушаји Енглеза да се населе у Северној Америци, односно колонију Роаноук (Изгубљену колонију) и колонију Попам, осим ако није буде већег напора за помоћ. Немци који су стигли са Другим снабдевањем и још неколико других пребегли су код Поватана, са оружјем и опремом.   Немци су чак планирали да се придруже шпанском нападу на колонију о коме се причало и позвали су Поватане да јој се придруже.  Шпанци су отерани благовременим доласком капетана Семјуела Аргала на Мери и Џону, већим бродом од шпанског извиђачког брода Ла Асунсион де Кристо, јула 1609. године.  Аргалово путовање је такође спречило Шпанце да сазнају о слабости колоније. Дон Педро де Зуњига, шпански амбасадор у Енглеској, очајнички је бродовима тражио место колоније(такође и шпијунима) како би убедио Филипа III од Шпаније да одобри напад на колонију. 
Инвеститори компаније Компаније Вирџинија Цомпани из Лондона очекивали су да ће добити плодове од својих шпекулативних улагања. Са Другим снабдевањем, они су изразили своје фрустрације и поставили захтеве лидерима Џејмстауна у писаној форми. Изричито су захтевали да колонисти пошаљу робу довољну да плате трошкове путовања, комад злата, гаранцију да су пронашли Јужно море и једног члана изгубљене колоније Роаноук. На трећег председника Савета , капетана Џона Смита, пало је да упути храбар и преко потребан позив за буђење као одговор инвеститорима у Лондону, захтевајући раднике и занатлије који би могли да помогну да колонија постане самодовољнија. 

### 1609–1610: Време гладовања и треће снабдевање
Након што је Смит био приморан да се врати у Енглеску због експлозије која је задобила дубоке опекотине током трговачке експедиције,  колонију је предводио Џорџ Перси, који се показао неспособним у преговорима са домородачким племенима. Постоје индиције да су они у Лондону схватили и прихватили Смитову поруку. Мисија Трећег снабдевања из 1609. требало је да буде далеко највећа и најбоље опремљена. Такође су имали нови наменски изграђен водећи брод, Си Венчур, који је конструисан и стављен у руке најискусније особе, Кристофера Њупорта.
Дана 2. јуна 1609. године, Си Венчур је испловио из Плимута у Енглеској као водећи брод флоте од седам бродова (која је вукла два додатна чамца) намењене за Џејмстаун, Вирџинија, као део Трећег снабдевања, носећи 214 насељеника. 24. јула, флота је налетела на јаку олују, вероватно ураган, и бродови су раздвојени. Иако су неки од бродова ипак стигли до Џејмстауна, вође и већина залиха били су на броду Сеа Вентуре, који се борио са олујом три дана пре него што га је адмирал компаније, сер Џорџ Сомерс, намерно насукао на гребене Бермуде да спречи његово потонуће. Ово је омогућило да се сви са брода безбедно искрцају. </ref>
Преживели (укључујући генерал-потпуковника сер Томаса Гејтса, капетана Кристофера Њупорта, Силвестера Џордејна, Стивена Хопкинса, касније на Мејфлауеру и секретара Вилијама Стречија) били су насукани на Бермудима отприлике девет месеци. За то време изградили су два нова брода, чамце Деливеренс и Пејшенс . Првобитни план је био да се изгради само једно пловило, Деливеранс, али је убрзо постало очигледно да оно неће бити довољно велико да понесе насељенике и сву храну (слану свињетину) која се набављала на острвима. 
Док је Треће снабдевање било насукан на Бермудима, колонија у Џејмстауну је била у још горем стању. Током „ Времена гладовања “ 1609–1610, досељеници Џејмстауна су се суочили са великом глађу због недостатка додатних намирница. За то време, недостатак хране је натерао људе да једу змије, па чак и да кувају кожу од ципела за храну.  Само 60 од првобитних 214 досељеника у Џејмстауну је преживело.  Постоје научни докази да су се досељеници у Џејмстауну окренули канибализму током гладовања. 
Бродови са Бермуда стигли су у Џејмстаун 23. маја 1610.  Многи од преживелих колониста били су близу смрти, а Џејмстаун је оцењен као неодржив. Сви су укрцани на Деливеранс и Пејшенс, која је кренула за Енглеску. Међутим, 10. јуна 1610. благовремено је стигла још једна флота за помоћ, са гувернером Томасом Вестом, 3. бароном Де Ла Варом (који ће на крају дати своје име колонији Делавер), која је срела два брода док супловили низ реку Џејмс, доносећи спас Џејмстауну. Колонисти су ово звали Дан провиђења. Флота је донела не само залихе, већ и додатне насељенике.  Сви досељеници су се вратили у колонију, иако је и даље постојала критична несташица хране.
Односи између колониста и Поватана брзо су се погоршали након Де Ла Варовог доласка, што је на крају довело до сукоба. Англо-поватански рат је трајао све док Семјуел Аргал није заробио Вахунсенакахову ћерку Матоаку, познатију по надимку Покахонтас, након чега је поглавица прихватио мировни споразум.

### 1610–1624: Успон богатства
Због аристократског порекла многих нових колониста, историјске суше и заједничке природе њиховог радног оптерећења, напредак током првих неколико година био је у најбољем случају недоследан. До 1613. године, шест година након оснивања Џејмстауна, организатори и акционари компаније Вирџинија очајнички су желели да повећају ефикасност и профитабилност колоније која се бори за опстанак. Без сагласности акционара, гувернер, сер Томас Дејл, доделио је 3-acre (12.000 m2) парцела до његовим „ старим плантажерима “ и мање парцеле каснијим придошлицама. Остварен је мерљив економски напредак, а досељеници су почели да шире своје засаде на земљиште које је припадало локалним домородачким племенима. Да се овај преокрет поклопио са завршетком суше која је почела годину дана пре доласка енглеских досељеника вероватно указује да је поред неспособности колониста укључено више фактора. 
Међу колонистима који су преживели Трећу залиху био је Џон Ролф, који је са собом носио залиху неиспитаних нових семена дувана са Бермуда, које су тамо расле дивље након што су их неколико година раније посадили Шпанци који су били бродоломници.  Године 1614. Ролф је почео успешно да бере дуван.  Просперитетан и богат, оженио се Покахонтас, ћерком поглавице Поватана, доневши неколико година мира између Енглеза и домородаца.  Међутим, на крају путовања за Енглеску, Покахонтас се разболела и преминула 21. марта 1617. године  Следеће године умро јој је и отац. Поватанов брат, жестоки ратник по имену Опечанкану, постао је поглавица Поватанске конфедерације. Како су Енглези наставили да присвајају све више земље за узгој дувана, односи са домороцима су се погоршавали.
Због високих трошкова трансатлантског путовања у то време, многи енглески досељеници су дошли у Џејмстаун као плаћене слуге : у замену за превоз, собу, храну и обећање земље или новца, ови имигранти би пристали да раде за три до седам година. Имигранти из континенталне Европе, углавном Немци, обично су били откупљивачи — они су купили део свог путовања на кредит и, по доласку, позајмили или склопили уговор о раду да плате остатак трошкова путовања. 
Године 1619, прва представничка скупштина у Америци, Генерална скупштина, сазвана је у Џејмстаунској цркви „да успостави једну једнаку и једнообразну владу у целој Вирџинији“ која ће обезбедити „праведне законе за срећно вођење и управљање људима који тамо живе. " У почетку је било дозвољено да гласају само мушкарци енглеског порекла. Дана 30. јуна 1619. године, у првом забележеном штрајку у колонијалној Америци, пољске занатлије су протестовали и одбили да раде ако им није дозвољено да гласају („ без права гласа, нема рада “).   Суд је 21. јула 1619. Пољацима дао једнака бирачка права .  Након тога је прекинут штрајк радника (први „у [северно] америчкој историји“)  и занатлије су наставиле са радом.     Уведено је и индивидуално власништво над земљом, а колонија је подељена на четири велике „варошице“ или „инкорпорације“ које су колонисти називали „градови“. Џејмстаун се налазио у граду Џејмс .
Од првих документованих афричких робова који су стигли у енглеску Северну Америку, на фрегати Вајт лајон у августу 1619.  били су Африканац и жена, касније названи Ентони и Изабела. Њихова беба, по имену Вилијам Такер, постаће прво документовано црначко дете крштено у Британској Северној Америци . Наведени на попису из 1624. године у Вирџинији, постали су прва црначка породица забележена у Џејмстауну.  Још један од раних поробљених Африканаца који је купљен у насељу била је Ангела, која је радила за капетана Вилијама Пирса. 
После неколико година напетог суживота, поглавица Опечанкану и његова Поватанска конфедерација покушали су једном заувек да елиминишу енглеску колонију. Ујутро 22. марта 1622. напали су околне плантаже и заједнице уз реку Џејмс у ономе што је постало познато као индијски масакр 1622. године . У нападу је убијено више од 300 досељеника, око трећине становништва колоније које говори енглески језик.  Подухвата сер Томаса Дејла у Хенрикусу, који је требало да садржи колеџ за образовање домородаца, и Волстенхолм Таун у Мартин'с Хандреду, у суштини су уништени. Џејмстаун је поштеђен само благовременим упозорењем једног запосленог Индијанца из Вирџиније. Није било довољно времена да се вест прошири на предстраже.
Од 6.000 људи који су дошли у насеље између 1608. и 1624. године, само 3.400 је преживело. 

### 1624–1699: Касније године
Краљ Џејмс је 1624. године опозвао повељу компаније Вирџинија и Вирџинија је постала краљевска колонија. Упркос неуспесима, колонија је наставила да расте. Десет година касније, 1634. године, по наредби краља Чарлса I, колонија је подељена на првобитних осам округа Вирџиније на начин сличан оном који се практиковао у Енглеској. Џејмстаун се сада налазио у Џејмс Сити Ширу, убрзо преименованом у „Округ Џејмс Сити“, познатији у модерно доба као округ Џејмс Сити, Вирџинија, најстарији округ у држави.
Још један „индијански напад“ великих размера догодио се 1644. године. Године 1646, Опечанкану је ухваћен и док је био у притвору, енглески стражар му је пуцао у леђа — против наређења — и убио га. Након тога, Поватанска конфедерација је почела да пропада. Опенчанкануов наследник потписао је прве мировне уговоре између Поватан Индијанаца и Енглеза. Уговори су захтевали од Поватана да плаћају годишњи данак Енглезима и ограничили су их на резервате. 
Генерацију касније, током Беконове побуне 1676, Џејмстаун је спаљен, да би на крају био поново изграђен. Током периода обнове, законодавно тело Вирџиније састало се прво на оближњој плантажи Грин Спринг гувернера Вилијама Берклија, а касније у Средњој плантажи, која је основана 1632. као утврђено насеље у унутрашњости полуострва Вирџинија, око 8 mi (13 km) удаљено. 
Када је државни парламент поново спаљен 1698. године, овога пута случајно, законодавна власт се поново привремено преселила у Средњу плантажу и могла је да се састане у новим објектима Колеџа Вилијам и Мери, који је основан након што је добио краљевску повељу 1693. Уместо да се поново обнови у Џејмстаун, главни град колоније је трајно премештен у Средњу плантажу 1699. Град је убрзо преименован у Вилијамсбург, у част владајућег монарха, краља Вилијама III. Ту је наредних година подигнута нова зграда Капитола и „Гувернерова палата“.
Због премештања главног града у Вилијамсбург, стари град Џејмстаун почео је полако да нестаје из видокруга. Они који су живели у општој области присуствовали су богослужењима у цркви Џејмстауна све до 1750-их, када је напуштена. До средине 18. века, земља је била у великој мери обрађивана, првенствено од стране породица Травис и Амблер.
Током Америчког револуционарног рата, иако се битка код Грин Спринга водила у близини на месту плантаже бившег гувернера Берклија, Џејмстаун је очигледно био безначајан. Године 1831. Дејвид Булок је купио Џејмстаун од породица Травис и Амблер.

### Амерички грађански рат
Током Америчког грађанског рата, 1861. године, конфедералац Вилијам Ален, који је поседовао острво Џејмстаун, окупирао је Џејмстаун војском које је основао о свом трошку са намером да блокира реку Џејмс и Ричмонд од морнарице Уније.  Убрзо му се придружио поручник Кејтсби ап Роџер Џонс, који је руководио прављењем артиљеријских батерија и спроводио тестове убојних средстава и оклопа за први оклопни ратни брод Конфедерације, ЦСС Вирџинија, који је био у изградњи у морнаричком бродоградилишту Госпорт у Портсмуту крајем 1861. и почетком 1862.  У Џејмстаун је била војска која је на свом врхунцу бројала око 1.200 људи. 
Током Полуострвке кампање, која је почела касније тог пролећа, снаге Уније под генералом Џорџом Б. Маклеланом кренуле су на полуострво од Форт Монроа у покушају да заузму престоницу Конфедерације Ричмонд.  Снаге Уније су заузеле Јорктаун у априлу 1862, а битка код Вилијамсбурга је вођена следећег месеца.  Са овим развојем догађаја, Џејмстаун и доњи део реке Џејмс су напустили војници Конфедерације.  Неке војници из Џејмстауна, и посада Вирџиније, преместили су се на Друри'с Блаф, утврђени и стратешки положај високо изнад реке око 8 mi (13 km) испод Ричмонда. Тамо су успешно блокирали морнарицу Уније да стигне до главног града Конфедерације.
Када је потпао под власт федерације (Севера), Џејмстаун је постао место окупљања одбеглих робова, који су спалили кућу Амблер, плантажу из осамнаестог века, која је заједно са старом црквом била један од ретких преосталих знакова старог Џејмстауна.  Када је Ален послао људе да процене штету крајем 1862, убили су их бивши робови.  Након предаје Конфедерације у згради суда Апоматокс, бивши војници Конфедерације положли су заклетва верности у Џејмстауну. 

### Очување и прва археолошка ископавања
У годинама након грађанског рата, Џејмстаун је поново постао тих и миран. Године 1892. Џејмстаун су купили господин и госпођа Едвард Барни. Следеће године, Барнијеви су поклонили 22½ акра земље, укључујући и руинирани црквени торањ, Удружењу за очување антиквитета Вирџиније (сада познато као Пресерватион Виргиниа ).